# 동작고등학교
동작고등학교(銅雀高等學校)는 대한민국 서울특별시 동작구 사당동에 위치한 공립 고등학교이다.

## 학교 연혁
- 1991년 10월 23일 : 동작고등학교 설립 인가 (36학급)
- 1992년 3월 1일 : 초대 구석회 교장 취임
- 1992년 3월 2일 : 제1회 입학식(12학급)
- 1992년 4월 30일 : 개교식
- 1995년 2월 13일 : 제1회 졸업식(586명)
- 2002년 5월 14일 : 정보관 개관
- 2022년 1월 4일 : 제28회 졸업식(9학급 254명, 졸업생 누계 12,560명)
- 2022년 3월 2일 : 제31회 입학식(9학급 227명)
- 2022년 9월 1일 : 제12대 장윤선 교장 취임

## 참고 자료
- 동작고등학교 - 한국교육학술정보원 학교알리미